# NGC 2922
NGC 2922 (również PGC 27361 lub UGC 5118) – galaktyka nieregularna (Im), znajdująca się w gwiazdozbiorze Małego Lwa. Odkrył ją Édouard Jean-Marie Stephan 18 marca 1884 roku.